# マグダレナ・オグレク
マグダレナ・オグレク（ポーランド語: Magdalena Agnieszka Ogórek、1979年2月23日 - ）は、ポーランドの政治家、歴史学者、女優、元テレビキャスター。

## 人物
ポーランド南部の都市リブニクで生まれた。13歳の時に母親を乳がんで亡くしている。オポーレ大学で歴史学を専攻し、同大学の大学院でPh.D.を取得した。既婚者であり、一人娘を持つ。

## 大統領候補
マグダレナは2015年ポーランド大統領選挙に民主左翼連合の代表候補として立候補した。政治経験の浅いマグダレナが同党の大統領選代表候補として抜擢された背景には、民主左翼連合の支持率急落を憂えたレシェク・ミレル党首が、若年層の支持などを含めた党勢回復を狙ったものであったとされたが、肝心の支持率が伸びることはなかった。
なお、民主左翼連合は大統領選終盤になってマグダレナへの候補者支援を取り止めている。その理由として、マグダレナの帽子に同党の略称であるSLDのロゴが入っていなかったからだとしている。また、大統領選候補に選出されて以降「戒厳令を敷いた（党の）リーダーを褒めることなどできない」「もし私が勝利すれば、プーチン大統領からの直通電話を取り上げることも恐れない」「もし大統領に当選し、モスクワから招待があるなら、喜んで受諾する」など、自身の所属する政党を公然と批判したり、反露的な世論が強いとされるポーランドにおいて親露的な発言を相次いで行い、ポーランドの有権者などからインターネット上で批判を浴びた。なお、自身の政治思想的な立場について「右寄りだ」などと述べたとされる。

## 主張
マグダレナは13歳の時に母親を乳がんで亡くしており、乳がん早期検診の啓発活動に熱心なのはそれが理由であるとしている。また、病気の予防は手術より安価であるとして、予防医学の観点から病気を予防することの重要性を訴えている。
また、文化・民族遺産省などの関係省庁が、シレジア語をポーランドの地方言語として法的に制定することに対して消極的であるという事実に嘆いているとした上で、関係省庁は再度検討すべきであるとし、この問題について有権者の支持が得られることを願うと語っている。